# Metabetaeus lohena
Metabetaeus lohena är en kräftdjursart som beskrevs av A. H. Banner och D. M. Banner 1960. Metabetaeus lohena ingår i släktet Metabetaeus och familjen Alpheidae. Inga underarter finns listade i Catalogue of Life.